# J.B. Hunt
J.B. Hunt Transport Services, Inc. — одна из крупнейших американских компаний в сфере грузоперевозок. Основана Джонни Брайаном Хантом (англ.) 10 августа 1961 года. Основные конкуренты — YRC Worldwide, Swift Transportation, Schneider National и Werner Enterprises.

## История
Поначалу в J.B. Hunt было лишь пять грузовых автомобилей и семь рефрижераторных полуприцепов, но к 1983 году она превратилась в одну из 80 крупнейших транспортных организаций США с доходом в 63 млн долларов. Число сотрудников составляло примерно тысячу человек. С 1989 года руководство компании решило продвигаться в области интермодальных грузоперевозок (англ.) и начало заключать договоры с железными дорогами. В настоящее время доход J.B. Hunt равен примерно 3 млрд долларов. Она предоставляет транспортные услуги на территории США, Канады и Мексики.